# Erik Brynjolfsson
Erik Brynjolfsson, né en 1962, est un universitaire et auteur américain. Il est également professeur à la Stanford Graduate School of Business et membre du National Bureau of Economic Research. De 1986 à 2020, il travaille pour le MIT et dirige notamment la MIT Initiative on the Digital Economy. Il est spécialiste des questions de productivité dans le domaine des technologies de l'information.
Selon Martin Wolf, « aucun économiste n’a fait plus pour promouvoir les implications révolutionnaires des technologies de l’information qu’Erik Brynjolfsson ». En 1985, âgé de 23 ans, il a conçu le jeu vidéo Dragonfire II.
Brynjolfsson est l'auteur de plusieurs livres, dont Wired for Innovation avec Adam Saunders, et Race Against the Machine, The Second Machine Age (Le Deuxième Âge de la machine), et Machine, Platform, Crowd (Des machines, des plateformes et des foules) avec Andrew McAfee.
Le Deuxième Âge de la machine a été décrit comme « le pionnier d’une économie fondamentalement nouvelle, basée non pas sur l’ancienne réalité de la rareté mais sur une nouvelle réalité de l’abondance que nous commençons tout juste à comprendre. »

## Distinctions
- 2025 : Docteur honoris causa de l'université de Hasselt[5].